# Рубежне (Чечня)
Рубежне (рос. Рубежное) — село у Наурському районі Чечні Російської Федерації.
Населення становить 2802 особи. Входить до складу муніципального утворення Рубежненське сільське поселення.

## Історія
Згідно із законом від 14 липня 2008 року органом місцевого самоврядування є Рубежненське сільське поселення.

## Населення
| 1990  | 2002  | 2010  | 2012  | 2013  | 2014  | 2015  |
| ----- | ----- | ----- | ----- | ----- | ----- | ----- |
| 2010  | ↗2508 | ↗2643 | ↗2682 | →2682 | ↗2706 | ↗2747 |
| 2016  | 2017  | 2018  | 2019  |       |       |       |
| ↗2780 | ↗2782 | ↗2796 | ↗2802 |       |       |       |